# Sielsowiet biełowski (obwód kurski)
Sielsowiet biełowski (ros. Беловский сельсовет) – jednostka administracyjna wchodząca w skład rejonu biełowskiego w оbwodzie kurskim w Rosji.
Centrum administracyjnym sielsowietu jest słoboda Biełaja.

## Geografia
Powierzchnia sielsowietu wynosi 121,7 km², a przez jego obszar przepływają rzeki Psioł i Ilok.

## Historia
Status i granice sielsowietu zostały określone 21 października 2004 roku.

## Demografia
W 2017 roku sielsowiet zamieszkiwało 2864 mieszkańców.

## Miejscowości
W skład sielsowietu wchodzi 6 miejscowości: Biełaja, Ganżowka, Łoszakowka, Sindiejewka, Pieńskij i Podoł.

## Inne
Na terenie sielsowietu istnieją 34 gospodarstwa i 14 obiektów socjalnych: 2 przedszkola, 2 domy kultury, świetlica, 2 szkoły, 3 biblioteki, szpital rejonowy, punkt pierwszej pomocy medycznej, szkoła artystyczna i dom twórczości dziecięcej.